# Avenant no 8 à la convention médicale
En France, l'avenant no 8 à la convention médicale est un avenant qui a pour but de limiter les compléments d'honoraires médicaux.
L'avenant numéro 8 à la convention médicale a été créé et voulu par les pouvoirs publics français pour modifier le fonctionnement de la prise en charge des honoraires médicaux par la caisse française de sécurité sociale.
Il est issu d'âpres négociations (terminées jeudi 25 octobre 2012) entre Frédéric Van Roekeghem, directeur général de la CNAM-TS (UNCAM), les différents syndicats de médecin, et l'UNOCAM représentant l'ensemble des complémentaires santé (assurances privées, mutuelles, instituts de prévoyance), et à la suite de la volonté des pouvoirs publics français. 
Présenté comme un accord historique, par la ministre de la santé et la Caisse nationale d'assurance maladie le texte a pour but de limiter les compléments d'honoraires médicaux et d'augmenter l'accessibilité aux soins de la population française.
Cependant, les représentants des syndicats des médecins concernés par les dépassements d'honoraires (essentiellement chirurgiens, anesthésistes et gynécologues-obstétriciens) estiment que cet accord sera impossible à tenir, car il a été signé par des syndicats représentant des disciplines n'ayant pas accès au secteur 2 (dépassements d'honoraires), et risque d'aboutir à une médecine à deux vitesses.
Cet avenant est à l'origine d'une protestation du corps médical français.

## Historique et contexte
Les dépassements d'honoraires ont été introduits dans les conventions médicales en 1980 à la suite de la demande des syndicats de médecin qui souhaitaient une revalorisation des actes.
À l'origine, les médecins n'y étaient pas favorables. Progressivement, de plus en plus de médecins ont choisi d'exercer dans le secteur à honoraires libres avant qu'il ne soit fermé en 1990. 
Depuis, de nouveaux espaces de liberté tarifaire ont été ouverts pour les médecins.
Les dépassements d'honoraires sont de plus en plus pratiqués par les médecins. La poursuite des pressions économiques sur l'assurance maladie explique en grande en partie cette tendance, car depuis l'instauration du secteur 2 dans la convention, la revalorisation des actes médicaux (chirurgie par exemple) n'a pas dépassé 10 % en 30 ans.
C'est également un choix politique, comme le développement des forfaits ou des franchises.[réf. nécessaire]

Les dépassements d'honoraires semblent d'un côté alléger le coût pour la sécurité sociale, mais dans le même temps, ils détruisent les tarifs opposables qui sont du point de vue des médecins obsolètes.[réf. nécessaire]
Le risque, à terme, est d'arriver pour les grandes villes, à une situation, où le patient devra payer plus cher ou avoir une très longue attente pour obtenir un rendez-vous sans dépassement d'honoraires.[réf. nécessaire]

## Actualité
Tour à tour, le Dr Claude Leicher (MG France), le Dr Christian Jeambrun (SML) et le Dr Michel Chassang (CSMF), ont signé l’avenant et ses annexes, de même que le directeur général de l’Assurance Maladie, Frédéric van Roekeghem et le président de l’UNOCAM, Fabrice Henry, le 27 octobre 2012.

## Le texte
- Texte de l'avenant n°8 à la convention médicale